# Сорокин, Борис Аркадьевич
Бори́с Арка́дьевич Соро́кин (род. 5 июня 1947, Кривой Рог, Днепропетровская область) — российский государственный деятель, член Совета Федерации России (2008—2011).

## Биография
Родился 5 июня 1947 года в городе Кривой Рог.
В 1969 году окончил Петропавловск-Камчатское мореходное училище. Был направлен для работы на БМРТ «Советские Профсоюзы» матросом-рулевым.
Получив рабочий диплом штурмана, с 1970 года работал 4-м помощником капитана. В феврале 1971 года стал 3-м помощником капитана, в январе 1973 года — 2-м штурманом, в мае 1975 года назначен на должность старшего помощника капитана.
С 1977 по 1984 года обучался на заочном отделении Дальневосточного института рыбной промышленности и хозяйства.
В 1979 году получил должность капитана-директора.
С декабря 1987 года по май 1989 года работал в службе мореплавания в должности капитана-наставника, затем вновь трудился капитаном-директором на различных судах.
11 сентября 2003 года Борис Сорокин был назначен генеральным директором ОАО «Океанрыбфлот».
С 20 февраля 2008 года по апрель 2011 года — представитель от Камчатского края в Совете Федерации РФ. Является членом комитетов по национальной морской политике и по делам Севера и малочисленных народов. Срок окончания полномочий должен был наступить в декабре 2011 года, однако уже весной 2011 он ушёл в отставку в связи с переходом на другую работу.

## Награды
- Медаль «Ветеран труда» (1990)
- Юбилейная медаль «300 лет Российскому флоту» (1996)